# Рассел, Джеймс (изобретатель)
Джеймс Рассел — американский изобретатель.
Родился в 1931 году в Бремертоне, штат Вашингтон. Получил степень бакалавра физики в Рид-колледже в Портленде в 1953 году. Присоединился к работавшей поблизости лаборатории General Electric в Ричленде, штат Вашингтон, где он спроектировал множество экспериментальной аппаратуры. Спроектировал и построил первое устройство электронно-лучевой сварки.
В 1965 году Рассел присоединился к Тихоокеанской северо-западной национальной лаборатории Института Battelle Memorial в Ричленде. Там, в 1965 году, Рассел изобрел общую концепцию оптической цифровой записи и воспроизведения. Первые заявки на патенты Рассела, 3501586 и 3795902, были поданы в 1966 и 1969 годах соответственно.